# Gazeta Współczesna
Gazeta Współczesna – regionalny dziennik informacyjny, ukazujący się od 1951 w Białymstoku. Posiada 4 mutacje regionalne. Są to Gazeta Białostocka, Gazeta Mazurska, Gazeta Łomżyńska, Gazeta Suwalska.

## Historia
Jest to najstarsza gazeta codzienna wydawana do dziś w Białymstoku. Jej pierwszy numer ukazał się 2 września 1951. Początkowo pismo nosiło nazwę Gazeta Białostocka. W 1975 roku, w związku z oddzieleniem od woj. białostockiego województw suwalskiego i łomżyńskiego, nazwa została zmieniona na Gazeta Współczesna.
Gazeta aż do 1990 roku stanowiła organ prasowy PZPR, a jej winieta głosiła:

Proletariusze wszystkich krajów łączcie się! 

Gazeta Współczesna

DZIENNIK POLSKIEJ ZJEDNOCZONEJ PARTII ROBOTNICZEJ

Winieta nr 4 z 5 stycznia 1990 roku była już zupełnie zmieniona (zmiana koloru z czerwonego na zielony, brak hasła i znaku PZPR) i zawierała już tylko sformułowanie "Dziennik PZPR". Później (po likwidacji partii) także i ta informacja zniknęła.
Do marca 2024 roku redaktorem naczelnym był Adam Jakuć. W czerwcu stanowisko to objął Tomasz Dworzańczyk.